# Эдгар Этелинг
Эдгар Этелинг (др.-англ. Ēadgār Æðeling, англ. Edgar Ætheling; ок. 1051, Венгрия — ок. 1126) — последний представитель Уэссекской королевской династии, провозглашённый (но не коронованный) королём Англии в период нормандского завоевания 1066 года. Позднее он активно участвовал в англосаксонском сопротивлении Вильгельму I Завоевателю, но был вынужден покориться и оставить претензии на английский престол.

## Биография

### Юность
Эдгар был единственным сыном Эдуарда Изгнанника, наследника английского престола после смерти его отца Эдмунда Железнобокого, который в 1016 году был вынужден бежать из Англии, завоёванной датскими викингами, и нашёл убежище в Венгрии. Матерью Эдгара была принцесса Агата, происходящая предположительно из немецкого или киевского правящего дома. Эдгар родился в Венгрии и детство провёл при дворе короля Эндре I Святого. В 1056 году отец Эдгара отправился в Англию по приглашению Эдуарда Исповедника, своего двоюродного деда, который планировал объявить его своим наследником, однако в феврале 1057 года Эдуард Изгнанник скончался. Вскоре в Англию перебралась и Агата со своими детьми — Эдгаром, Маргаритой и Кристиной.
После смерти короля Эдуарда Исповедника в начале 1066 года Эдгар остался единственным представителем мужского пола английской королевской династии. Однако он был ещё молод, не имел связей с англосаксонской аристократией и не был способен возглавить страну в условиях резко возросшей внешней угрозы. Поэтому 5 января 1066 года королём Англии был избран Гарольд Годвинсон, самый могущественный магнат королевства и фактический правитель в конце правления Эдуарда Исповедника.

### Борьба с Вильгельмом Завоевателем
Когда в сентябре 1066 года в Англию вторглись войска нормандского герцога Вильгельма, а король Гарольд 14 октября погиб в битве при Гастингсе, англосаксонская аристократия обратилась к кандидатуре Эдгара Этелинга в надежде, что его избрание королём позволит консолидировать англосаксонскую знать и организовать отпор нормандской партии. Вероятно в конце октября в Лондоне витенагемот провозгласил Эдгара королём Англии. Однако вскоре город был окружён войсками Вильгельма. Стала очевидной невозможность набора новой армии для противостояния нормандцам. В ноябре в Уоллингфорде на сторону Вильгельма перешёл архиепископ Кентерберийский Стиганд, один из главных лидеров национальной партии. За ним последовали и другие англосаксонские аристократы. В конце ноября в Беркхэмстеде клятву верности Вильгельму принесли Моркар, эрл Нортумбрии, Эдвин, эрл Мерсии, Элдред, архиепископ Йоркский и другие. Они признали Вильгельма законным королём Англии. Эдгар Этелинг был вынужден отказаться от титула и в начале декабря покориться Вильгельму. Вскоре тот вошёл в Лондон, а 25 декабря был коронован королём Англии. Нет свидетельств того, что Эдгар когда-либо был помазан на царство, несмотря на поддержку Элдреда.
Эдгар был влиятелен среди народа и монахов, даже несмотря на возраст, что подтверждается поведением Вильгельма, поскольку легитимность короля Вильгельма была под вопросом, Уэссекская династия была первой династией королей всей Англии и чисто династически Эдгар имел больше прав на престол, поэтому Вильгельм постоянно держал Эдгара при себе или в поле его зрения и под его контролем. После коронации Вильгельма Завоевателя Эдгар оставался при его дворе и сопровождал короля в его поездке в Нормандию в 1067 году.
Однако уже летом 1068 года он отправился на север, где участвовал в выступлении эрлов Моркара и Эдвина против нормандцев. После краха мятежа Эдгар вместе со своей матерью и сёстрами бежал в Шотландию, где нашёл покровительство шотландского короля Малькольма III.
В 1069 году Малькольм женился на сестре Эдгара Маргарите и признал права Этелинга на английский престол. При активной поддержке шотландцев в 1069 году в Северной Англии вспыхнуло массовое англосаксонское восстание. Была сформирована достаточно крупная армия, во главе которой встали Эдгар Этелинг, Вальтеоф и Госпатрик. Восставшие соединились с войсками датского короля Свена Эстридсена, высадившимися в Нортумбрии, и захватили Йорк. В Йорке Эдгар был встречен с почетом, и его принимали как короля Англии. Однако известия о приближении основных сил короля Вильгельма заставили англосаксов отступить на север. В 1070 году после получения дани датчане покинули Англию, а Госпатрик и Вальтеоф примирились с Вильгельмом и получили значительные земельные владения. Неизвестно, по какой причине архиепископ Йорка или знать не стали готовить коронацию в тот же момент, когда взяли город, это могло политически пошатнуть претензии Вильгельма на английский трон, потому что у Вильгельма не было еще коронации от имени Александра, хотя он давал ему знамя и разрешил завоевание Англии, основываясь на утверждении Вильгельма о нарушенном Гарольдом Годвинсоном слове о том, что Вильгельм получит трон при поддержке Гарольда Годвинсона, ведь сама полная легитимизация (в глазах духовенства Англии и знати, которые сомневались в праве короля Вильгельма на престол при живом и избранном знатью, но не коронованном короле Англии, династия которого правила с давних времен и имела неплохие отношения с церковью, несколько предков Эдгара считались святыми уже к моменту завоевания Англии норманнами) короля была произведена только в начале 1070 г. Папа Александр II, по-видимому, по приглашению Вильгельма, отправил в Англию трех легатов: Эрменфрида, епископа Сиона; кардинала Джона Минуция, священника Санта-Мария-ин-Трастевере; и Петра, вероятно, также кардинала и священника Сан-Крисогоно. В Англии им прислали просьбу явиться на церковный совет в Винчестере. 4 апреля 1070 года, в день Пасхи, за несколько дней до созыва собора, Вильгельм был коронован во второй раз в Старом соборе Винчестера при исполнении церемонии папскими легатами, что легитимизировало его в глазах церкви, однако если бы Эдгара короновали в Йорке, это создало бы политический кризис. Нет упоминания о каком-либо принесении клятв королем или перед ним, и легитимность Вильгельма по-прежнему основывалась на его первой коронации, целью церемонии было не установление, а подтверждение его авторитета и статуса избранного сына Церкви.  Эдгар Этелинг, оставшись без поддержки, вернулся в Шотландию. К 1071 году восстание в Северной Англии было подавлено.
С целью ликвидации угрозы со стороны англосаксонских беженцев в 1072 году Вильгельм Завоеватель предпринял поход в Шотландию. Его войска дошли до Тея и вынудили короля Малькольма III заключить договор в Абернети, обязавшись прекратить поддержку англосаксов. Эдгару пришлось покинуть Шотландию. Он нашёл новое убежище во Фландрии, где правил граф Роберт I Фриз, один из главных противников Вильгельма Завоевателя. Через графа Фландрии Эдгар начал переговоры с королём Франции Филиппом I о совместных действиях против Вильгельма. Филипп I даже предложил Эдгару город Монтрёй-сюр-Мер на побережье Ла-Манша, который мог стать базой для отвоевания Этелингом Англии.

### Примирение с Вильгельмом Завоевателем
В 1074 году Эдгар заключил мир с Вильгельмом, признав его английским королём и принеся присягу верности. Примирение Эдгара с Вильгельмом Завоевателем, по всей видимости, было вызвано отсутствием реальной опоры у Этелинга в Англии и поддержки вне её для свержения власти нормандцев. Адвокатами примирения также выступали шотландский король Малькольм III и его жена Маргарита. По условиям соглашения 1074 года Эдгар признал Вильгельма королём Англии и принёс ему клятву верности, за что получил почётное место при дворе короля, земельные владения в Англии и Нормандии, а также пенсион в размере 1 фунта в день (или 365 фунтов в год, то есть ~0.5 % годового бюджета всего королевства, составлявшего согласно Книге страшного суда 73.000 фунтов).
Более десяти лет Эдгар провёл в окружении Вильгельма Завоевателя, не предъявляя никаких претензий на корону. По мере того, как власть Вильгельма в Англии укреплялась, необходимость в союзе с последним представителем англосаксонской династии уменьшалась, взаимоотношения короля и Эдгара испортились.
В 1086 году Вильгельм разрешил ему покинуть Англию: по сообщению Англосаксонской хроники и Флоренса Вустерского, Эдгар отправился с двумя сотнями рыцарей в Апулию воевать с арабами и византийцами. Вероятной причиной было то, что в течение нескольких лет в Италии и на Сицилии шли постоянные войны между династией нормандского происхождения Отвиль и другими правителями. Подобное положение дел на Апеннинском полуострове, положение постоянной войны, привлекало авантюристов и рыцарей, оставшихся без сюзерена, и любого другого человека, который мог его нанять. Эдгар, лишенный ряда своих владений к моменту поездки в Италию, не стал подчиняться королю, «потому что не получал от него достаточно почестей». Эдгар имел немалое влияние, потому что был королевского рода и к моменту поездки в Италию был весьма опытным командиром и воином. У него был, вероятно, свой двор, о чем было написано в документах того времени, пусть двор был и маленьким. Вероятно, помимо собственного двора, две сотни рыцарей собрались вокруг него из разного рода свободных рыцарей, которые ехали в Италию за добычей и ради славы и титулов. Его действия в Италии не нашли отражения в источниках и остались до настоящего времени неизвестными. 

### Войны в Шотландии и крестовый поход
По возвращении из Италии Эдгар перешёл на службу к нормандскому герцогу Роберту III Куртгёзу, старшему сыну Вильгельма Завоевателя. Эдгар поддержал выступления Роберта против нового короля Англии Вильгельма II Руфуса, однако примирение правителей Нормандии и Англии в 1091 году привело к конфискации земельных владений Этелинга и его эмиграции в Шотландию. Вероятно, с этим было связано шотландское вторжение 1091 года в Северную Англию. Ответом стал поход Вильгельма II в Шотландию, когда английские войска дошли до Форта, однако не смогли нанести поражение армии Малькольма III. Эдгар Этелинг выступил посредником со стороны Шотландии на мирных переговорах, завершившихся возвращением Малькольму III нескольких английских деревень, за которые последний принёс оммаж Вильгельму II. По условиям договора король Англии также возвратил Эдгару его земельные владения и имущество, конфискованные после смерти Завоевателя.
Спустя несколько лет, в 1097 году, Эдгар Этелинг возглавил войну в Шотландии от имени короля и своего племянника Эдгара, который был свергнут с трона своим дядей Дональдом, который стал править Шотландией, а племянника со свитой и сторонниками его власти изгнал. Эдгар отправился в Англию к дяде Эдгару Этелингу и к младшему брату, который оставался при английском дворе. Вильгельм Второй, понимая перспективы обезопасить свои северные владения и получить оммаж от шотландского короля, собрал армию, которой командовал Эдгар Этелинг, вероятно,  роль сыграло и то, что Эдгар знал шотландцев и воевал с ними на одной стороне. Эдгар командовал армией и сумел победить Дональда, а на престол взошёл Эдгар, сын Малькольма III и племянник Этелинга, сторонник сближения с Англией.

В 1098 году Эдгар Этелинг вслед за герцогом Робертом Куртгёзом отправился в крестовый поход в Палестину. Вильям Мальмсберийский писал, что
«лишь отдаленный ропот о делах в Азии достигал ушей тех, кто обитал по ту сторону Британского океана».
Но он же противоречил себе, описывая, как люди из самых отдаленных земель отправлялись в путь: 
«валлиец бросил свою охоту, шотландец - ловлю вшей, датчанин – пирушку, норвежец – сырую рыбу».
Очень интересна история Ордерика Виталия, касающаяся роли Эдгара в крестовом походе:
«Около двадцати тысяч пилигримов, путешествовавших из Англии и других островов Океана ко Гробу Господню, высадились [в порту Латакия] в то время как неверные осаждали Антиохию и блокировали христиан в городе [6 – 28 июня 1098]… среди наиболее выдающихся был Эдгар Этелинг… и он немедленно взял город под свою защиту и, храня верность герцогу Роберту [Куртгёзу], передал его ему после победы над язычниками».
Это свидетельство в историографии было принято многими и обросло дополнениями. Сэр Стивен Рансимен писал, что:
«4 марта флот, состоящий из англичан и под командованием изгнанного наследника трона Эдгара Этелинга, приплыл в порт Святого Симеона [в Антиохии]. Он привез паломников из Италии, но зашел по пути в Константинополь, где Эдгар присоединился к нему, предоставив себя в распоряжение императора».
Он добавлял, флот состоит из варягов, покинувших Англию много лет назад и курсировавших по Средиземноморью по приказу императора. Есть вероятность, что император Алексей I Комнин послал варягов на помощь крестоносцам. Следует учитывать, что император Византии, которая по сути своей Римская империя, считалась высшим государством, и равной ему был император Священной Римской империи, и без приглашения и разрешения действовать в Римской империи было сложно.
Вероятно, что варягов могли прислать как подмогу для контроля действий крестоносцев. Нет никаких подтверждений, как и нет свидетельств, что Эдгар был в Константинополе и предоставил себя в распоряжение императора. Следует понимать, что Эдгар назван был королем, что фактически означало, что его феодальное положение было высоким, он мог и должен был предстать перед лицом императора. Кроме того, чтобы получить варягов, нужно иметь на это разрешение императора, потому что варяжская гвардия составляла часть армии империи и была охраной императора. Тем более маловероятно, чтобы флот в несколько десятков судов мог пройти по Средиземному морю без ведома императора. Кроме того, следует понимать, что, несмотря на то, что император был другой веры, то есть православным, он имел тем не менее огромное влияние в мире, и его слово значило немало, а потому вероятно, что Эдгар мог обратиться к императору с просьбами или поступить на службу.
Историк С. Давид собрал ряд свидетельств на этот счет: письмо клира и горожан Лукки о том, что житель этого города Бруно плыл в Антиохию на английских кораблях зимой 1097–1098 годов; сообщение участника крестового похода Раймунда Ажильского о роли, которую сыграл в осаде Антиохии английский флот в тридцать кораблей.
Однако другой непосредственный свидетель анонимный автор «Деяний франков» не упоминает английский флот. Эдгар по документам Одерика был командиром флота однако для этого требовалось быстро перейти по морю зимой что было трудностью но возможно пример Гай Юлий Цезарь во время Гражданской войны сумел зимой получить по морю войска Марка Антония, но следует понимать что подобный поворот требовал во-первых немалых денежных затрат во-вторых требовал усилий чтобы одновременно готовить флот и вести войну в Шотландии без короля или огромного состояния нанять достаточное количество кораблей или получить трудно. К тому же ни одна хроника Крестовых походов не подтверждает эту роль Эдгара, молчит и «Англо-саксонская хроника», которой обычно есть что сказать о нем. Более того, Вильям Мальмсберийский записывает визит Эдгара Этелинга на Святую землю под 1102 годом. Нельзя отрицать, что флот Эдгара прибыл в Латакию, но следует признать, что гипотеза Ордерика противоречит другим свидетельствам, представляющим более вероятные версии событий.

### Смерть и характер Эдгара Этелинга
Скончался Эдгар Этелинг, вероятно, около 1126 года. Он никогда не был женат но согласно хронике Хантингдонского монастыря 1291 года, у Эдгара был один ребенок, Маргарет Ловел, которая была женой, во-первых, Ральфа Ловела II из замка Кэри, а во-вторых, Роберта де Лондреса. Есть две ссылки на "Эдгара Этелинга", найденные в Magnus Rotulus Pipae Northumberland за 1158 и 1167 годы. Историк Эдвард Фримен, пишущий в "Истории нормандского завоевания Англии", говорит, что это был тот самый Эдгар (старше 100 лет), его сын или какой-то другой человек, известный под титулом Этелинг.
Женитьба короля Генриха I на племяннице Эдгара Матильде позволила легитимизировать претензии нормандских монархов на престол Англии. Сам Эдгар Этелинг на протяжении своей долгой жизни не предпринимал, за исключением периода непосредственно после нормандского завоевания, никаких попыток вернуть себе английскую корону.
Современники (например, Ордерик Виталий) связывали это с мягкостью характера и нерешительностью Этелинга — качествами, резко контрастирующими с энергичностью и агрессивностью королей Нормандской династии. Вероятно, что подобное описание характера Эдгара связано с тем, что Эдгар был потенциальным и реальным претендентом на английский трон, а значит, его следовало обличать и выставлять некомпетентным и слабым в глазах знати и народа, а потому следует относиться к сведениям о характере с скепсисом. Кроме того, весьма маловероятно, чтобы человек, переживший крестовый поход и завоевание норманнов, сумевший пережить ряд восстаний в нормандское правление, был слаб духом и столь малодушен, к тому же у него был достаточный авторитет, чтобы возглавлять две сотни рыцарей в походе в Италию. Хронисты упоминали его красноречие и веселый нрав, который сочетался с его расточительностью, говорилось, что он мог все деньги потратить на хорошего коня, однако, учитывая его происхождение и постоянное жалование, это было в порядке вещей, поскольку дорогие кони и вещи были показателем статуса, который Эдгар мог поддерживать даже несмотря на то, что реально королем не был.  

## Культурное влияние
Эдгар мало представлен в современной культуре, однако хронисты включали Эдгара в ряд тех, кто был рядом с Робертом Куртгёзом, ставшим героем легенд, слухов, книг, которые прославляли его похождения в Палестине и мире. В игре Crusader Kings III представлен как компьютерный и возможный игровой персонаж.